# Ośno (przystanek kolejowy)
Ośno – zlikwidowany wąskotorowy przystanek kolejowy w Ośnie, w powiecie aleksandrowskim, w województwie kujawsko-pomorskim, w Polsce.